# Kálmáncsai graduál
A Kálmáncsai graduál egy 1622–1626 között keletkezett kéziratos liturgikus énekeskönyv. Ma a Csurgói Református Gimnázium Könyvtárában (19.504/H jelzet alatt) található.

## Történeti háttér
A magyarországi reformáció első követői nem újítások bevezetésén fáradoztak, hanem a régi megújítására törekedtek. Ebből a korai szakaszból fennmaradtak olyan dokumentumok, liturgikus kéziratok és nyomtatványok is, amelyek az anyanyelvű liturgia használatára utalnak. Míg Székely István és Kálmáncsehi Sánta Márton zsoltárfordítása csak egy műfajra szorítkozik, Huszár Gál 1560-61-es énekeskönyve már az első fontos állomásokat jelentik a graduálirodalom történetében. Ez utóbbi énekeskönyv tulajdonképpen az első igazi protestáns graduál.
A XVI. században a graduale szó jelentésváltozáson ment át. A protestáns szóhasználatban nem a liturgikus műfajt és nem a mise változó tételeit tartalmazó liturgikus könyvműfajt jelölték ezzel a szóval, hanem már a XVI-XVII. század fordulóján mindezektől függetlenül alkalmazták a protestáns egyházak liturgikus könyveire a graduál elnevezést. Valójában azt a protestáns (református, evangélikus, unitárius) liturgikus könyvet nevezzük graduálnak, amely elsősorban a gyülekezeti kórus előadására szánt liturgikus tételeket tartalmazza. Tehát a graduál nem a gyülekezet számára készült, hanem az istentiszteleti liturgiát végző lelkész, kántor és énekkar használatára.
A graduálok összeírása feltehetően Huszár Gál énekeskönyve után indult meg, és már az 1580-1590-es években elkészítették az első kéziratos graduálokat a megrendelő egyházközségek számára. Ezeknek a graduáloknak a tartalma a nagyobb ünnepek vesperására és a mindennapi reggeli istentiszteletek liturgiájára szorítkoztak. A Kálmáncsai graduál azokhoz az egyszerűbb felépítésű graduálokhoz tartozik, amelyekben az egyházi esztendő ünnepeit követve állították össze a műfaji sorozatokat. Tartalma így nagyon hasonlít a XVII. század első évtizedeiben lejegyzett Batthyány graduálhoz és a Ráday graduálhoz.

## Tartalma, jelentősége, helye a graduálirodalomban
Ma a csurgói Református Gimnázium Könyvtárban őrzik (19.504/H jelzet alatt). 1985-ben restaurálták, a kézirat beavatkozás előtti állapotáról mikrofilm maradt fenn. Ezen lévő információk szerint a graduál részt vett az 1896-os milleniumi kiállításon. A graduál törzsanyagát az 1622-1626 közti bejegyzések, a tényleges graduál része képezi. A kéziratban ezt követően egészen 1732-ig bejegyzések találhatóak.
A graduált tartalmilag öt nagyobb egységre oszthatjuk: himnuszok (63 darab), egyéb vesperás tételek (32 darab), antifonák (109 darab), zsoltárok (53 darab), nagyheti tételek (31 darab).

## Hangzó anyag
- Kálmáncsai Graduál (1622-1626). Előadó: Kecskeméti Piarista Templom Liturgikus Énekkara. 2005 (CD melléklet a Kálmáncsai graduál hasonmás kiadásához)